# EU-szabadalom
Az EU-szabadalom vagy európai uniós szabadalom, korábbi nevén közösségi szabadalom vagy európai közösségi szabadalom, amit néha COMPAT-ként rövidítenek, az Európai Unió keretein belül tárgyalt jövőbeli szabadalmi jogi aktus, ami lehetővé tenné magánszemélyek és társaságok számára a teljes Európai Unión belül egységesen érvényes szabadalom bejegyzését.
Az EU-szabadalom nem egyezik meg az Európai Szabadalmi Egyezmény által megalapozott európai szabadalommal. Az európai szabadalmak bejegyzésük esetén az egyes kijelölt államok szintjén érvényesíthető szabadalomcsomagként léteznek. Ez a szabadalom tulajdonosa és a harmadik felek számára is drága lehet, mivel a szabadalom érvényesítése az egyes államok bíróságain történik, és ha az Európai Szabadalmi Hivatal (EPO) előtti megtámadásra érvényes kilenc hónapos határidő lejárt, nem lehet központilag érvényteleníttetni azt. Az EU-szabadalom ezeket a problémákat hivatott megoldani, olyan szabadalmi jog bevezetésével, ami Európán belül konzisztens, és így a belső piac egyik fő követelményének eleget tenne.
A közösségi szabadalommal kapcsolatos megegyezés nehézségei miatt más, az EU jogi keretein kívüli megoldási javaslatok is születtek a jogi költségek és a szabadalmak fordítási költségeinek csökkentésére. Ilyen megegyezés volt a 2000-es Londoni Megegyezés, ami 2008. május 1-jén lépett életbe, lecsökkentve az Európai Szabadalmi Egyezmény szerint bejegyzett európai szabadalmak lefordítását igénylő országok számát, ezzel  az európai szabadalom megszerzésének költségeit; egy másik az európai szabadalmi perekre vonatkozó egyezmény (European Patent Litigation Agreement, EPLA), ami 2010-ben még csak javaslat formájában létezik.
A megegyezést a nyelvi kérdések hátráltatják 2003 óta, de a 2010-es belga EU-elnökség prioritásként kezelte, és nem tűnt reménytelennek, hogy újabb kompromisszumok árán lezárja az ügyet. A 2011-es magyar EU-elnökség alatt sem sikerült tető alá hozni a megállapodást.